# 三沢市国際交流スポーツセンター
三沢市国際交流スポーツセンター（みさわし こくさいいこうりゅうスポーツセンター、英語表記：Misawa International Sports Center）は、青森県三沢市に所在する屋内スポーツ施設。2017年に開場。

## 概要
米軍基地のある三沢市が、スポーツを通して国際交流を図るという観点から設立したスポーツ施設である。非常時の避難場所としての機能も有している。
こけら落としとしてV・プレミアリーグのNECレッドロケッツ対トヨタ車体クインシーズのエキシビションマッチが行われた。
開場後からB2リーグ・青森ワッツのホーム戦会場としても使われており、2017-2018シーズン以後の上十三地区での試合開催は、それまで使用していた十和田市総合体育センターから当施設に移管された。

## 施設
- メインアリーナ
  - 面積 2,080m2（52.0m×40.0m）
  - 利用可能 バスケットボール 2面、バレーボール 2面、バドミントン 8面、卓球 15面
- サブアリーナ
  - 面積 745.76m2（37.288m×20.0m）
  - 利用可能 バスケットボール 1面、バレーボール 1面、バドミントン 3面、卓球 4面
- 多目的運動室
- トレーニング室
- ランニングコース（1周200m）

## 歴史
- 2010年 - 基本計画策定業務委託
- 2012年 - 基本設計業務委託
- 2013年 - 実施設計業務委託、外構設計業務委託
- 2014年 - 着工
- 2016年 - 建築工事完工、外構工事着工
- 2017年10月 - グランドオープン[7]

## 近接する施設
- 南山屋外運動場
- 南山テニスコート
- 三沢アイスアリーナ
- 三沢市国際交流教育センター